# مانويل دا نوبريغا
مانويل دا نوبريغا (بالبرتغالية: Manuel da Nóbrega‏) (ولد في 18 أكتوبر عام 1517 وتوفي في 18 أكتوبر عام 1570) كان كاهنًا يسوعيّا والمدير الأول لرابطة اليسوعيين في مستعمرة البرازيل. كان هو وجوزيه دي أنشيتا من أكثر المؤثرين في التاريخ المبكر للبرازيل والذين شاركوا في تأسيس العديد من المدن، مثل ريسيفي وسلفادور وريو دي جانيرو وساوباولو، بالإضافة إلى العديد من الكليات اليسوعية والمعاهد الدينية.

## النشأة
ولد نوبريغا في 18 أكتوبر عام 1517 في دورو سانفينس، مقاطعة ألتو دورو في البرتغال لأسرة مرموقة؛ كان والده بالتاسار دا نوبريغا قاضيًا معروفًا. درس مانويل العلوم الإنسانية في كل من بورتو وسلامنكا (إسبانيا) وفي جامعة قلمرية حيث حصل على درجة البكالوريوس في القانون الكنسي للكنيسة الكاثوليكية والفلسفة عام 1541. دخل ليصبح راهبًا يسوعيًا عام 1544، وبعد أن رُسِم كاهنًا، بدأ ممارسة عمله الكهنوتي في كل من مقاطعتي انتري دورو مينهو وبيرا (البرتغال).

## عمله التبشيري في البرازيل
انضم في عام 1549 إلى الأسطول البحري للجنرال العام تومي دو سوسا (1502 - 1579) بناء على طلب من ملك البرتغال جون الثالث إلى جمعية اليسوعيين للبدء بالعمل التبشيري وهداية الشعوب الأصلية في الأمريكتين إلى المسيحية، إذ كانوا وثنيين في نظر الكنيسة الكاثوليكية، عبر بناء الكنائس والمعاهد الدينية وتعليم المستوطنين.
وصل نوبريغا إلى رئاسة باهيا في 29 مارس عام 1549 برفقة خمسة يسوعيين آخرين. كانت أولى أوامر الجنرال العام هي إيجاد العاصمة سالفادور (وتعني الحامي في اللغة البرتغالية) والاحتفال بقداسها الأول عام 1549.
سعى نوبريغا وزملاؤه إلى تحقيق الهدف من مهمتهم إلا أنهم واجهوا الكثير من المصاعب لأن المستوطنين أساؤوا معاملة الشعوب الأصلية وحاولوا استعبادهم. سرعان ما انخرط مانويل بشدة في قضية الدفاع عن الهنود (الشعوب الأصلية)، مما أدى إلى مواجهته اشتباكات عنيفة مع المواطنين وسلطات المستعمرة الجديدة، بما فيهم الجنرال العام وخلفه دوارتا دا كوستا.
لكسب السلطة في قتاله ضد المستوطنين، طلب نوبريغا من الملك إنشاء نظام حكم أسقفي في البرازيل، وهو ما حققه في 25 فبراير عام 1551. بدأ الأسقف الأول للبرازيل بيدرو فيرنانديز ساردينا بمزاولة مهامه في 22 يونيو عام 1552. أسس نوبريغا بعد ذلك الكلية اليسوعية في سالفادور. عُيّن نوبريغا المدير الأول للمجتمع اليسوعي في العالم الجديد، وهو المنصب الذي بقي فيه حتى عام 1559. إلا أن الأسقف ساردينا قُتل وأُكل من قبل الهنود المتوحشين بعدما تحطمت سفينته، مما غير من نظرة نوبريغا تجاه مهمته في تلك البلاد.
بعدما أحس بمدى صعوبة هداية الهنود الراشدين إلى المسيحية، ركز نوبريغا جهود اليسوعيين على تعليم الأطفال الصغار الذين امتلكوا ذهنًا متفتحًا. بدأ اليسوعيين ببناء المدراس الابتدائية لتعليم كل من اللغتين البرتغالية واللاتينية إضافةً إلى مبادئ محو الأمية والدين. اكتشف اليسوعيين أن الغناء كان طريقة شديدة التأثير في كسب انتباه التلاميذ، وكان نوبريغا بين رواد من استخدموا الموسيقى في التعليم ضمن البرازيل. للمساعدة في تبشير الأطفال إلى الإنجيلية، فكر نوبريغا بإحضار سبعة أطفال يتامى إلى البرازيل وتعليمهم لغة الهنود، وبالتالي ليجيدوا التحدث بلغتين ويعملون كمترجمين. غالبًا ما كان الأطفال يذهبون إلى المدارس البعيدة مشيًا على الأقدام، وكان الهنود يرافقونهم ويحمونهم. أصبح بعض من هؤلاء الأطفال كهنةً يسوعيين أيضًا.
في عام 1552، رافق نوبريغا مرة أخرى تومي دو سوسا إلى ساو فيسينتي، والتي هي حاليًا الجزء الجنوبي من ساو باولو. رافقته هناك مجموعة أخرى من اليسوعيين برفقة جوزيه دي أنشيتا، ثم راهب مبتدئ، والذين سافروا كلهم برفقة ميم دو سا، الجنرال الأول المُرسل من قبل الملك. عزم نوبريغا في مهمته الجديدة إلى مواصلة العمل في التعليم الديني وتعليم الهنود. احتفل كل من نوبريغا وأنشيتا بقداسهم الأول في 25 يناير عام 1554 ضمن الكلية اليسوعية في ساو باولو في إحياءً لذكرى تحوّل القديس بولس الطرسوسي إلى المسيحية. كانت لتصبح المستوطنة حول هذه المدرسة واحدة من أكبر مدن العالم، ساو باولو.

## ممارسة التبشير
بدأ نورتيغا ورجاله بتعليم وتعميد السكان الأصليين بعد وصولهم إلى البرازيل. بدأت أولى المشاحنات بينهم وبين الوثنيين عندما حاول كل من نوبريغا ورجاله منعهم من التحضيرات لإقامة وليمة لحم بشري فثاروا ضد المسيحيين. ساعد الجيش الشعبي التابع للحاكم حماية المبشرين من غضب السكان الأصليين.
انشغل المبشرون ببناء الكنائس الصغيرة والمدراس، وتفاخروا بالنسبة العالية لهداية الهنود إلى المسيحية. بدأ اليسوعيون بتعليم السكان الأصليين الصلوات، إضافة إلى تعليمهم الكتابة والغناء. تبعًا لتقرير كتبه نوبريغا، جرى تعميد 500 شخص هندي خلال الشهور الخمسة الأولى من وصول اليسوعيين، وأُلقيت المواعظ على أعداد أكبر من ذلك.
عانت المستوطنات البرتغالية في البرازيل العديد من المشاكل، شأنها شأن العديد من المستوطنات الأخرى في الأمريكتين، مثل العبودية والتسرّي (المساكنة بدون عقد زواج) وهو ما كان شائعًا بين القاطنين الجدد. أثار القاطنون الجدد قلق نوبريغا لعدم كونهم مثالًا جيّدًا يُحتذى به. لم يستطع نوبريغا الحد من العبودية في صفوف البرتغاليين، لذا اختار الفصل بينهم عوضًا عن ذلك. إذ اتجه للفصل بين السّكان الأصليين والبرتغاليين للحد من التواصل فيما بينهم، وركز على تقليل الاعتماد على الدعم من ملك البرتغال.
تشجع نوبريغا لدخول العديد من السكان الأصليين إلى دين المسيحية على الرغم من المعاملة السيئة التي لقوها من قبل الأوروبيين. على سبيل المثال، لم تكن للمستعمرة البرازيلية لزراعة السكر أن توجد لولا الاستخدام المكثّف للعمالة الهندية. على الرغم من كون تلك المرحلة مؤقتة في تطور اقتصاد البرازيل، إلا أن البرتغاليين ما لبثوا يستقدمون العمال العبيد من أفريقيا، مما أثّر لوقت طويل على معنويات الشعوب الأصلية. خلق البرتغاليون مجتمعًا على الهنود العيش تحت شروطه وإطاعة سلوكياته المقدمة من قبل الفئات الاجتماعية والعرقية الأوروبية.

## وصف السكان الأصليين
يتناول كتاب نوبريغا «حوار حول هداية الوثنيين» آراء مستوطنين برتغاليين اثنين لوصف الشعب الأصلي للبرازيل. يُعطي هذه الحوار بين الرجلين رؤىً حول أوصاف شخصية الشعوب الأصلية.
يصف غونسالو ألفاريس الشعوب الأصلية، وهو مجرد شخص عادي مبشر لهم ب«هؤلاء الوحوش». هو يصف الهنود بما دون الإنسان، ويتساءل في نفس الوقت حول سعة تقبلهم وفهمهم للمسيحية. يوافق صديقه ماتيوس نوغيرا على رأيه، ويؤيد ذلك الوصف بالقول أن هؤلاء السكان الأصليين أسوأ من غيرهم لعدم اعتناقهم المسيحية. عكس ذلك الوصف خيبة أمل نوبريغا تجاه السكان الأصليين.
يناقش الحوار لاحقًا الدور الذي لعبته المسيحية بين الشعوب الأصلية. يتساءل غونسالو حول هدفهم، ويجيبه نوبريغا بأنه رعاية وحب الرب والجار. توضح العبارة الأخيرة السكان الأصليين بوصفهم بشرًا، وأنه عليهم هم وجيرانهم من المسيحيين والبرتغاليين أن يتحابوا.
يتساءل نوبريغا حول أهمية هداية السكان الأصليين. إذ أنه غير متأكد فيما إذا كانوا قادرين على استنباط المعاني المستمدة من مفهوم المسيحية، خصوصًا مع وجود حاجز اللغة ضمن كفة. وعلى الكفة الأخرى عليه أن يفهم كمسيحي ويسوعي أن على موقفه أن ينبع من كونه معلمًا متفهمًا عطوفًا.

## روابط خارجية
- مانويل دا نوبريغا على موقع الموسوعة البريطانية (الإنجليزية)